# Lontra (kommun i Brasilien)
Lontra är en kommun i Brasilien.   Den ligger i delstaten Minas Gerais, i den sydöstra delen av landet, 400 km öster om huvudstaden Brasília. Antalet invånare är 8 401.
Omgivningarna runt Lontra är huvudsakligen savann. Runt Lontra är det ganska glesbefolkat, med 38 invånare per kvadratkilometer.